# Hvarsko kazalište
Hvarsko kazalište kulturni je i društveni simbol grada Hvara. Utemeljeno je 1612., u kronološkom slijedu između kazališta u Vicenci i Parmi kao prvo građansko kazalište u Europi.
Posebna nadogradnja nad postojećim arsenalom (sprema za brodove) napravljena je početkom 17. stoljeća i tada su pozornica i podij imali u pozadini perspektivno oslikani prospekt. Problem rasvjete rješavao se svijećama i lusterima. Kazalište je bilo javno i komunalno.
U njemu su nastupale mnoge poznate kazališne zvijezde, uključujući Isadoru Duncan.

## Vanjske poveznice
- Četiri stoljeća Hvarskog kazališta - Four Centuries of Hvar`s Public Theatre, Croatia, Jesen / Autumn 2003.